# Кожно-мускульный мешок
Кожно-мускульный мешок — единая и неразделимая система покровных и мышечных тканей плоских, круглых, ленточных и кольчатых червей. 
Покровные ткани кожно-мускульного мешка могут быть представлены ресничным эпителием (у турбеллярий), погружённым эпителием, или тегументом (у паразитических плоских червей), многослойной кутикулой и гиподермой (у круглых червей), кутикулой и эпидермой с парными пучками щетинок (у кольчатых червей). 
Мышцы состоят из кольцевого и продольного слоёв, а также диагонального слоя между ними. У некоторых червей мышцы составляют до 60–70 % объёма тела.Главная функция-поддерживание постоянной формы тела.